# Кырен (аэропорт)
Кыре́н — гражданский аэропорт в одном километре к юго-востоку от центра села Кырен Тункинского района Бурятии, обслуживающий местные воздушные линии. Взлётно-посадочная полоса имеет асфальтовое покрытие.
В феврале 2013 года авиакомпания Бурятские авиалинии совместно с авиакомпанией ПАНХ возобновила регулярное сообщение с городом Улан-Удэ. Рейсы также выполнялись в весенне-летний сезон 2014 года, но в 2015 году возобновлены не были.
Аэропорт принимает также вертолёты и используется для обслуживания туристов, отправляющихся на Шумак, а также для поисково-спасательных работ и разведки лесных пожаров.